# Lesotho na Letnich Igrzyskach Olimpijskich 2012
Lesotho na Letnich Igrzyskach Olimpijskich 2012, które odbyły się w Londynie, reprezentowało 4 zawodników: 2 mężczyzn i 2 kobiety.
Był to dziesiąty start reprezentacji Lesotho na letnich igrzyskach olimpijskich.

## Reprezentanci

### Lekkoatletyka
Mężczyźni
| Zawodnik       | Konkurencja | Eliminacje | Eliminacje | Ćwierćfinał | Ćwierćfinał | Półfinał | Półfinał | Finał   | Finał   |
| Zawodnik       | Konkurencja | Wynik      | Miejsce    | Wynik       | Miejsce     | Wynik    | Miejsce  | Wynik   | Miejsce |
| -------------- | ----------- | ---------- | ---------- | ----------- | ----------- | -------- | -------- | ------- | ------- |
| Mosito Lehata  | 200 m       | 20,74      | 35.        | —           | —           | NQ       | NQ       | NQ      | NQ      |
| Tsepo Ramonene | maraton     | —          | —          | —           | —           | —        | —        | 2:55:54 | 85.     |

Kobiety
| Zawodniczka      | Konkurencja | Eliminacje | Eliminacje | Ćwierćfinał | Ćwierćfinał | Półfinał | Półfinał | Finał   | Finał   |
| Zawodniczka      | Konkurencja | Wynik      | Miejsce    | Wynik       | Miejsce     | Wynik    | Miejsce  | Wynik   | Miejsce |
| ---------------- | ----------- | ---------- | ---------- | ----------- | ----------- | -------- | -------- | ------- | ------- |
| Mamoroallo Tjoka | maraton     | —          | —          | —           | —           | —        | —        | 2:43:15 | 90.     |

### Pływanie
Kobiety
| Zawodniczka   | Konkurencja       | Eliminacje | Eliminacje | Półfinał | Półfinał | Finał | Finał   |
| Zawodniczka   | Konkurencja       | Czas       | Miejsce    | Czas     | Miejsce  | Czas  | Miejsce |
| ------------- | ----------------- | ---------- | ---------- | -------- | -------- | ----- | ------- |
| Masempe Theko | 50 m st. dowolnym | 42,35      | 72.        | NQ       | NQ       | NQ    | NQ      |